# بوغدان تانيفيتش
بوغدان تانيفيتش (بالإيطالية: Bogdan Tanjević)‏ مواليد 13 فبراير 1947 في بلييفليا، جمهورية يوغوسلافيا الاشتراكية الاتحادية، هو مدرب كرة سلة إيطالي ولاعب معتزل. بدأ مسيرته الاحترافية في سنة 1965. حقق المركز الأول في بطولة أمم أوروبا لكرة السلة 1999 كمدرب. اعتزل اللعب في 1971.

## الميداليات
| الميدالية | المسابقة                         |
| --------- | -------------------------------- |
| فضية      | بطولة كأس العالم لكرة السلة 2010 |
| ذهبية     | بطولة أمم أوروبا لكرة السلة 1999 |
| فضية      | بطولة أمم أوروبا لكرة السلة 1981 |